# Qaqelestan
Qaqelestan (en persan : قاقلستان romanisé en Qāqelestān et en Qāqlestān et également connu sous le nom de Qal'eh-ye Qāqelestān) est un village de la province de Kermanshah en Iran. Lors du recensement de 2006, sa population était de 181 habitants pour 33 familles.